# 皱颈玉米卷管螺
皱颈玉米卷管螺（学名：Inquisitor interrupta），是新腹足目卷管螺科玉米卷管螺属的一种。主要分布于台湾，常栖息在浅海沙底。